# Anatolij Tisjtjenko
Anatolij Anatoljevitj Tisjtjenko (ryska: Анатолий Анатольевич Тищенко), född den 18 juli 1970 i Taganrog i Ryska  SFSR i Sovjetunionen (nu Ryssland), en rysk före detta kanotist som tävlade för Sovjetunionen samt därefter Ryska federationen.
Han tog OS-brons i K-4 1000 meter i samband med de olympiska kanottävlingarna 1996 i Atlanta.